# Detlef Kleinert

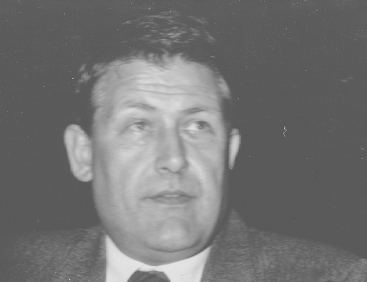
Detlef Kleinert, 1984

Detlef Kleinert (* 26. Juli 1932 in Essen; † 17. Juni 2016 in Hannover) war ein deutscher Jurist und Politiker. Über die Landesliste der FDP in Niedersachsen gewählt, war er von 1969 bis 1998 über acht Wahlperioden hinweg Abgeordneter des Deutschen Bundestages.

## Leben
Detlef Kleinert wurde 1932 als Sohn des Leiters der Schöninger Reichsbankdienststelle geboren. Nach dem Abitur 1951 in Schöningen nahm er ein Studium der Rechtswissenschaft und Volkswirtschaft an den Universitäten in Erlangen und München auf, das er 1955 mit dem ersten und 1960 mit dem zweiten juristischen Staatsexamen beendete. Während seines Studiums wurde er Mitglied des Corps Isaria. Kleinert arbeitete nach seiner Zulassung als Rechtsanwalt (seit 1970 auch als Notar) in der Kanzlei Homann-Kleinert-Habel in Hannover. Außerdem war er Vorstandsmitglied der „Wertgarantie Unternehmensgruppe“, Hannover. Als solcher gründete er 1994 deren Tochtergesellschaft Agila Haustier-Krankenversicherungs AG mit Sitz Hannover, die er in der Folgezeit als Vorstandsvorsitzender leitete. Danach nahm er erneut seine Tätigkeit als Rechtsanwalt und Notar in der hannoverschen Kanzlei Habel-Garlipp-Kleinert auf.
Kleinert schloss sich 1952 dem Liberalen Studentenbund Deutschlands (LSD) an. Er trat 1957 in die FDP ein, war von 1967 bis 1996 Vorsitzender des FDP-Kreisverbandes Hannover-Stadt und von 1970 bis 1992 Landesschatzmeister der FDP Niedersachsen. Von 1969 bis 1998 war er acht Wahlperioden lang Abgeordneter des Deutschen Bundestages. Er wurde stets über die Landesliste Niedersachsen ins Parlament gewählt, ab 1972 immer als Spitzenkandidat. Unterlagen über seine Tätigkeit als Mitglied des Deutschen Bundestages sowie für die FDP aus den Jahren 1975 bis 1998 befinden sich im Archiv des Liberalismus der Friedrich-Naumann-Stiftung für die Freiheit in Gummersbach.
Kleinert war in der zweiten Hälfte der 1980er Jahre und in den 1990ern ein führendes Mitglied der konservativen FDP-Gruppierung Schaumburger Kreis und wurde in damaligen Presseeinschätzungen für den Rücktritt der linksliberalen Bundesjustizministerin Sabine Leutheusser-Schnarrenberger im Dezember 1995 anlässlich der Zustimmung der Partei zum Großen Lauschangriff mitverantwortlich gemacht. Bis zu seinem Tod war Kleinert Ehrenvorsitzender der Vereinigung Liberaler Juristen (VLJ).
Kleinert sprach sich 1983 gegen die Strafbarkeit der Vergewaltigung in der Ehe aus.
Kleinert ist zudem für eine Rede bekannt, die er am 23. November 1994 im Deutschen Bundestag hielt. Damals bezeichnete er unter anderem die „Aufnahmefähigkeit eines Teils der Mitglieder des Hauses“ als „offenbar nachhaltig eingeschränkt“, was angesichts seines offenbar alkoholisierten Zustandes und seiner lallenden Artikulation zu Gelächter unter den Anwesenden führte. Die Szene wurde wiederholt im deutschen Comedy-Fernsehen ausgestrahlt. Bereits 1981 hatte Kleinert einen augenscheinlich alkoholisierten Redeauftritt im Bundestag.
2009 wurde Detlef Kleinert zum Ehrenmitglied der Deutschen Parlamentarischen Gesellschaft ernannt.
Von 1981 bis 2016, dabei von 1982 bis 1983 als stellvertretender Vorsitzender, war er Mitglied im Kuratorium der Friedrich-Naumann-Stiftung.
Außerdem arbeitete Kleinert nach seinem Ausscheiden aus der Politik wieder als Rechtsanwalt.

## Privates
2016 starb er infolge einer Krebserkrankung.
Detlef Kleinert war geschieden und hatte ein Kind.